# Chely Wright
Chely Wright (Kansas, 25 de Outubro de 1970) é uma cantora e compositora norte-americana, de música country.

## Biografia
Chely lança o seu primeiro álbum em 1994. Em 1997, chega pela primeira vez ao Top 40 country, com o êxito "Shut Up and Drive". Em Maio de 2010 lança o livro autobiográfico Like Me, e um novo álbum, Lifted Off the Ground. "Broken", é o primeiro single a ser extraído do disco. O ano de 2010 fica também marcado, como o ano em que Chely revela a sua homossexualidade, sendo a primeira grande artista de country music a assumir-se homossexual.
Com os seus nove álbuns, já vendeu mais de 975,000 cópias nos Estados Unidos.
Chely casou-se com a ativista LGBTQ Lauren Blitzer, agora Lauren Blitzer-Wright. O casal tem dois filhos gémeos.

## Discografia
Álbuns de estúdio
- 1994: Woman in the Moon
- 1996: Right in the Middle of It
- 1997: Let Me In
- 1999: Single White Female
- 2001: Never Love You Enough
- 2005: The Metropolitan Hotel
- 2010: Lifted Off the Ground

Compilações
- 2003: 20th Century Masters - The Millennium Collection: The Best of Chely Wright
- 2007: The Definitive Collection

EP
- 2004: Everything (EP)
- 2005: Live EP (Digital EP)

## Filmografia
- Max Keeble's Big Move- Mrs. Styles, professora de Max.[7]
- Wish me Away - autobiografia